# Kispirit
Kispirit är en ort (by) i provinsen Veszprém i västra Ungern. Orten har 60 invånare (2024), på en yta av 4,96 km². Den ligger cirka 26 kilometer nordväst om Ajka.